# Josef Maximilián Petzval
Jozef Maximilián Petzval (6. ledna 1807 Spišská Belá – 17. září 1891 Vídeň), psáno též Pecval byl matematik, fyzik a vynálezce. Významné jsou především jeho teoretické výpočty v oblasti optiky a podíl na zdokonalení mnoha optických přístrojů.

## Život a kariéra
Narodil se na slovenské Spiši v rodině německého učitele pocházejícího z Loděnic na Moravě Jeho národnostní příslušnost je nejasná, on sám ji nikdy v oficiálních dokumentech neuváděl. Do základní školy chodil v Kežmarku. V roce 1820 získal jeho otec místo v Levoči a Josef tam studoval na gymnáziu. Ve čtvrté třídě málem propadl z matematiky, ale později se vlastní pílí zlepšil a dokázal řešit nejsložitější příklady. Po jeho ukončení pracoval rok jako vychovatel v šlechtické rodině v maďarské Heveši. Vydělané peníze mu umožnily studium na univerzitě v Budapešti. Roku 1826 se zapsal na inženýrský institut, kde v roce 1828 obdržel inženýrský diplom. Na přímluvu profesora Wolfsteina získal místo městského inženýra a v rámci své funkce vypracoval návrh na vybudování kanálu na Dunaji, který měl ochránit Budapešť od opakujících se záplav. Jeho realizace byla městskou radou zamítnuta. Petzval se dal zapsat na filozofickou fakultu a v roce 1832 získal doktorát z matematiky. Na této univerzitě pak učil nejprve jako asistent a od roku 1835 jako profesor. Byl vynikající matematik, zabýval se hlavně teorií diferenciálních a algebraických rovnic.
V roce 1837 odešel přednášet matematiku na univerzitu do Vídně, kde setrval dalších čtyřicet let. Pořídil si dům se zahradou na pozemcích zrušeného kláštera na kopci Kahlenberg a na přednášky dojížděl na koni. Rád fyzicky pracoval, štípal dřevo, byl vynikající šermíř. Žil jako samotář a v upravených místnostech svého bydliště prováděl různé experimenty. Zvláštní pozornost věnoval optice, byl zručný brusič skla a jemný mechanik. V roce 1840 vypočítal a zkonstruoval objektiv se světelností 1:3,5 (Petzvalův objektiv), který pak použil ve svých přístrojích výrobce fotoaparátů Johann Christoph Voigtländer. To umožnilo pořídit dostatečně ostrý snímek během několika sekund. Učinil řadu dalších vynálezů z oboru optiky: navrhl konstrukce osvětlovacích a promítacích přístrojů, krajinářský objektiv (orthoskop) pro velkoformátové kamery, dvojoký dalekohled, divadelní kukátko, zdokonalil mikroskop. O významu jeho objektivu svědčí, že se podle jeho principu vyráběly vysoce světelné objektivy ještě ve dvacátém století. Petzval si nezajistil pro své vynálezy patentovou ochranu a na jejich praktickém využití se obohatili výrobci optiky, především Voigtländer.
Jeho teoretické práce byly vysoce ceněny, přední místo mezi nimi zaujímá publikace Integrace lineárních diferenciálních rovnic s konstantním nebo proměnlivým koeficientem z roku 1851. V roce 1855 vnikli do jeho domku lupiči a způsobili požár, při kterém bylo mnoho jeho rukopisů a technických náčrtů zničeno. Deset let po jeho smrti byly na půdě domu nalezeny zbytky písemností.
V roce 1869 se oženil se svou mladou hospodyní, která však po třech letech zemřela. Josef Petzval zemřel v osamocení ve věku 84 let a je pochován na Ústředním hřbitově ve Vídni.

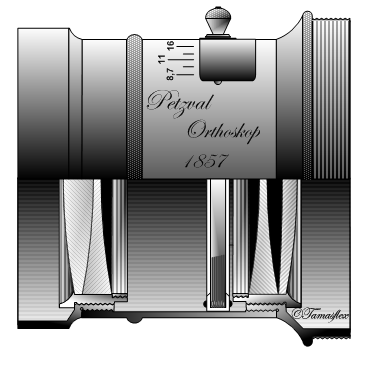
Petzvalův orthoskop

## Ocenění
V roce 1849 se stal Petzval členem Rakouské akademie věd. V roce 1873 byl přijat za člena Uherské akademie věd. Byl vyznamenán řádem Františka Josefa. Roku 1881 byl jmenován čestným členem Jednoty českých matematiků. Poděkoval česky psaným dopisem.
V arkádě nádvoří Vídeňské univerzity je umístěna Petzvalova busta. V jeho rodné obci Spišská Belá bylo v roce 1964 zřízeno muzeum Jozefa Maximilána Petzvala zaměřené na historii fotografie a kinematografie.
Jeho jméno nese kráter v blízkosti jižního pólu na odvrácené straně Měsíce. V roce 1980 byla po něm pojmenována planetka (3716 Petzval, 1980 TG) na návrh astronomického ústavu Slovenské akademie věd v Tatranské Lomnici a českých vědců.

## Teoretické práce

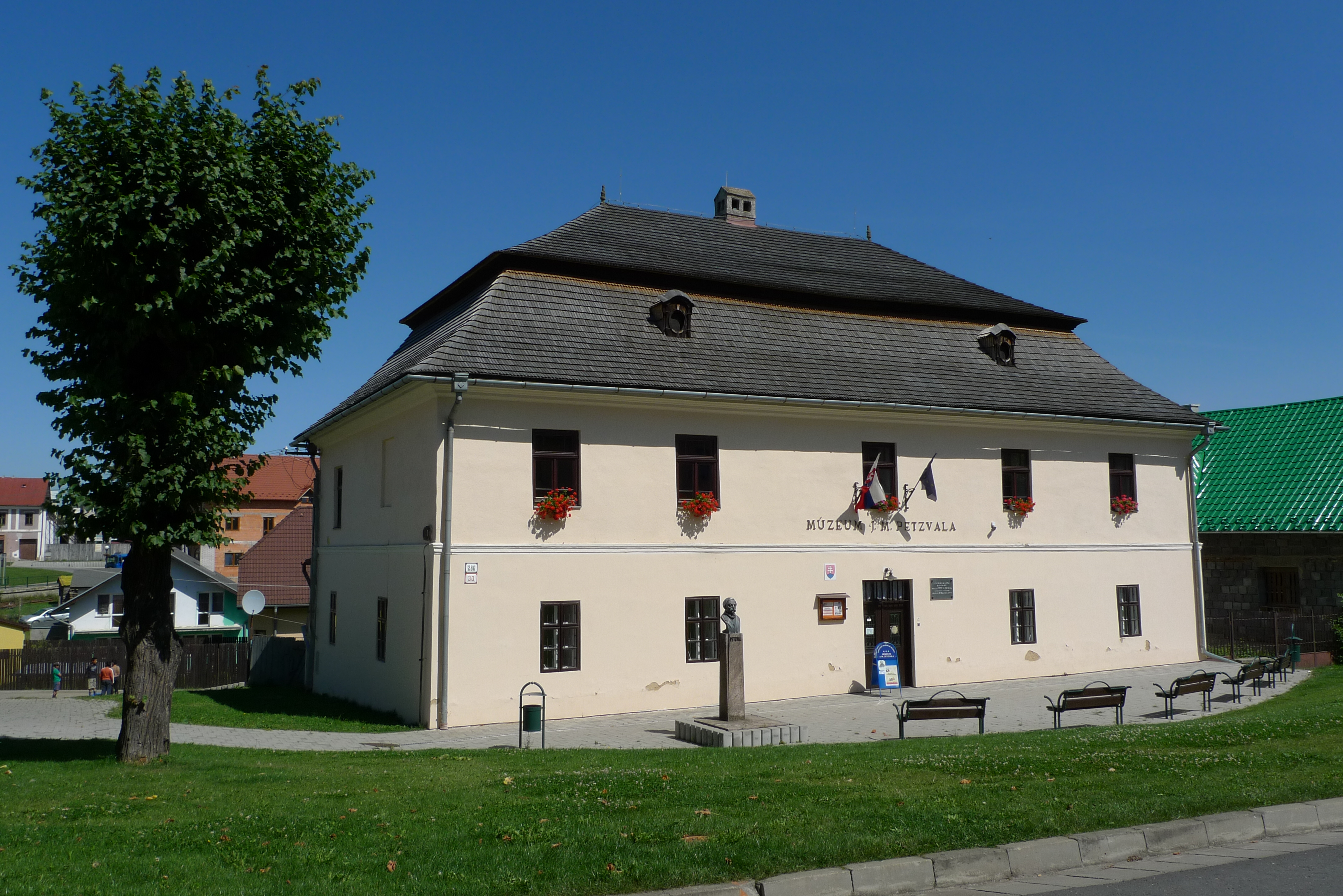
Muzeum J. M. Petzvala ve Spišské Belé

J. Petzval: Integration der linearen Differentialgleichungen mit constanten und veränderlichen Coefficienten, nákladem Císařské akademie věd (Kais. Akademie der Wissenschaften), Vídeň, 1851.
Části rukopisů nalezené 10 let po smrti Josefa Petzvala:
- Teorie tónových osnov
- Teorie opěrných čar
- Sedmimístné logaritmy.